# 트렌토 주교후국
트렌토 주교후국(이탈리아어: Principato Vescovile di Trento, 독일어: Hochstift Trient, 라틴어: Episcopatus ac Principatus Tridentinus)은 신성로마제국의 교권제후국 중 하나로서, 오늘날 이탈리아 공화국의 트렌토현과 거의 일치한다. 1027년 설치되었다가 1802년 제국 세속화 때 개역되어 그 봉지는 티롤 백국에 통폐합되었다.